# Denmark Open 1990
Die Denmark Open 1990 waren eines der Top-10-Turniere des Jahres im Badminton in Europa. Sie fanden in Aabenraa vom 24. bis 28. Oktober statt. Das Turnier hatte einen Drei-Sterne-Status im World Badminton Grand Prix.

## Sieger und Platzierte
| Disziplin    | Gold                        | Silber                                | Bronze                            |
| ------------ | --------------------------- | ------------------------------------- | --------------------------------- |
| Herreneinzel | Poul-Erik Høyer Larsen      | Morten Frost                          | Wu Wenkai                         |
| Herreneinzel | Poul-Erik Høyer Larsen      | Morten Frost                          | Yang Yang                         |
| Dameneinzel  | Tang Jiuhong                | Zhou Lei                              | Camilla Martin                    |
| Dameneinzel  | Tang Jiuhong                | Zhou Lei                              | Pernille Nedergaard               |
| Herrendoppel | Li Yongbo Tian Bingyi       | Jesper Knudsen Thomas Stuer-Lauridsen | Max Gandrup Pär-Gunnar Jönsson    |
| Herrendoppel | Li Yongbo Tian Bingyi       | Jesper Knudsen Thomas Stuer-Lauridsen | Jon Holst-Christensen Thomas Lund |
| Damendoppel  | Dorte Kjær Lotte Olsen      | Gillian Clark Gillian Gowers          | Pernille Dupont Grete Mogensen    |
| Damendoppel  | Dorte Kjær Lotte Olsen      | Gillian Clark Gillian Gowers          | Lai Caiqin Yao Fen                |
| Mixed        | Thomas Lund Pernille Dupont | Henrik Svarrer Marlene Thomsen        | Max Gandrup Gillian Clark         |
| Mixed        | Thomas Lund Pernille Dupont | Henrik Svarrer Marlene Thomsen        | Jan Paulsen Gillian Gowers        |

## Finalresultate
| Disziplin    | Sieger                      | Finalist                              | Ergebnis           |
| ------------ | --------------------------- | ------------------------------------- | ------------------ |
| Herreneinzel | Poul-Erik Høyer Larsen      | Morten Frost                          | 4–15, 15–10, 17–14 |
| Dameneinzel  | Tang Jiuhong                | Zhou Lei                              | 11–3, 11–2         |
| Herrendoppel | Li Yongbo Tian Bingyi       | Jesper Knudsen Thomas Stuer-Lauridsen | 15–8, 15–6         |
| Damendoppel  | Lotte Olsen Dorte Kjær      | Gillian Gowers Gillian Clark          | 15–13, 9–15, 15–11 |
| Mixed        | Thomas Lund Pernille Dupont | Henrik Svarrer Marlene Thomsen        | 15–4, 15–10        |

## Halbfinalresultate
| Disziplin    | Sieger                                | Gegner                             | Ergebnis            |
| ------------ | ------------------------------------- | ---------------------------------- | ------------------- |
| Herreneinzel | Poul-Erik Høyer Larsen                | Yang Yang                          | 15-6, 11-15, 15-7   |
|              | Morten Frost                          | Wu Wenkai                          | 10-15, 15-6, 18-13  |
| Dameneinzel  | Tang Jiuhong                          | Camilla Martin                     | 11-7, 11-1          |
|              | Zhou Lei                              | Pernille Nedergaard                | 3-11, 12-10, 11-7   |
| Herrendoppel | Li Yongbo Tian Bingyi                 | Thomas Lund Jon Holst-Christensen  | 15-10, 18-13        |
|              | Jesper Knudsen Thomas Stuer-Lauridsen | Pär-Gunnar Jönsson Max Gandrup     | 15-8, 15-5          |
| Damendoppel  | Lotte Olsen Dorte Kjær                | Lai Caiqin Yao Fen                 | 16-17, 15-11, 18-14 |
|              | Gillian Gowers Gillian Clark          | Grete Mogensen Pernille Nedergaard | 15-1, 15-7          |
| Mixed        | Thomas Lund Pernille Dupont           | Jan Paulsen Gillian Gowers         | 15-12, 15-8         |
|              | Henrik Svarrer Marlene Thomsen        | Max Gandrup Gillian Clark          | 18-14, 5-15, 15-6   |

## Ergebnisse

### Herreneinzel Qualifikation
- Jacob Østergaard –  Henning Kristensen: 7-15 / 15-9 / 17-16
- Bernd Schwitzgebel –  Øyvind Berntsen: 15-10 / 11-15 / 15-7
- Henrik Aastrom –  Michael E. Nielsen: 15-11 / 15-7
- Lars Peter Hermansen –  Jakob Dahl: 15-4 / 15-6
- Claus Olsen –  Martin Vissing Sorensen: 15-8 / 15-5
- Trond Wåland –  Volker Eiber: 15-12 / 15-0
- Hans Sperre –  Flemming Thomsen: 15-6 / 15-12
- John Laursen –  Rikard Rönnblom: 10-15 / 15-4 / 15-12
- Christian Jakobsen –  Carl Fenton: 15-3 / 7-15 / 15-6
- Søren Bach –  Chresten Larsen: 15-9 / 15-6
- Jyri Aalto –  David Stenstrom: 17-14 / 15-11
- Lars Steenberg –  Hans Jorgen Jensen: 4-15 / 15-8 / 15-12
- Ron Michels –  Morten Sikjaer: 15-8 / 15-12
- Jan Jørgensen –  Jacob Østergaard: 15-12 / 15-1
- Bernd Schwitzgebel –  Brian Bo Nielsen: 15-6 / 15-5
- Morten Hummelmose –  Claus Olsen: 15-10 / 15-5
- Robert Liljequist –  Trond Wåland: 18-17 / 15-1
- Lasse Lindelöf –  John Laursen: 15-14 / 15-7
- Henrik Geisler Jensen –  Christian Jakobsen: 17-15 / 15-2
- Jyri Aalto –  Erik Lia: 15-10 / 15-12
- Øystein Larsen –  Carsten Pedersen: 10-15 / 15-7 / 15-7
- Tommy Sørensen –  Henrik Hyldgaard: 15-12 / 15-9
- Ron Michels –  Mats Svensson: 13-15 / 18-14 / 15-8
- Bernd Schwitzgebel –  Jan Jørgensen: 15-7 / 5-15 / 15-3
- Lars Peter Hermansen –  Henrik Aastrom: 15-10 / 12-15 / 15-6
- Robert Liljequist –  Morten Hummelmose: 15-8 / 18-17
- Hans Sperre –  Lasse Lindelöf: 15-9 / 15-7
- Henrik Geisler Jensen –  Søren Bach: 18-14 / 15-5
- Jyri Aalto –  Jens Due: 15-7 / 15-7
- Lars Steenberg –  Øystein Larsen: 15-12 / 15-2
- Ron Michels –  Tommy Sørensen: 9-15 / 15-7 / 15-2

### Herreneinzel
- Lars Steenberg –  Stephan Kuhl: 15-7 / 8-15 / 15-9
- Nils Skeby –  Jeroen van Dijk: 15-0 / 15-12
- Thomas Stuer-Lauridsen –  Hans Sperre: 15-11 / 15-6
- Jens Olsson –  Peter Bush: 15-5 / 15-10
- Bambang Suprianto –  Jan S. Andersen: 12-15 / 15-7 / 15-11
- Pontus Jäntti –  Bernd Schwitzgebel: 15-3 / 15-5
- Claus Overbeck –  Heryanto Arbi: 15-7 / 15-9
- Johnny Sørensen –  Lars Peter Hermansen: 15-10 / 12-15 / 18-13
- Robert Liljequist –  Stellan Österberg: 11-15 / 15-3 / 15-12
- Jens Meibom –  Michael Keck: 15-12 / 15-3
- Steve Butler –  Peter Axelsson: 18-14 / 15-6
- Torben Carlsen –  Jyri Aalto: 15-11 / 15-10
- Liu Jun –  Henrik Geisler Jensen: 15-5 / 15-11
- Ib Frederiksen –  Michael Søgaard: 15-10 / 15-11
- Anders Nielsen –  Jonas Herrgårdh: 15-5 / 8-15 / 15-10
- Ron Michels –  Thomas Madsen: 15-6 / 15-3
- Yang Yang –  Kent Wæde Hansen: 15-4 / 15-12
- Nils Skeby –  Lars Steenberg: 15-7 / 15-13
- Hermawan Susanto –  Søren B. Nielsen: 15-1 / 15-6
- Jens Olsson –  Thomas Stuer-Lauridsen: 7-15 / 18-15 / 18-14
- Poul-Erik Høyer Larsen –  Claus Simonsen: 15-9 / 15-9
- Pontus Jäntti –  Bambang Suprianto: 15-9 / 15-11
- Darren Hall –  Jörgen Tuvesson: 15-4 / 17-14
- Claus Overbeck –  Johnny Sørensen: 15-8 / 13-15 / 15-11
- Jens Meibom –  Robert Liljequist: 9-15 / 15-10 / 15-6
- Wu Wenkai –  Claus Thomsen: 15-18 / 15-5 / 15-5
- Steve Butler –  Torben Carlsen: 15-7 / 15-9
- Joko Suprianto –  Chris Bruil: 15-6 / 15-5
- Ib Frederiksen –  Liu Jun: 15-13 / 15-5
- Fung Permadi –  Pär-Gunnar Jönsson: 15-6 / 15-4
- Anders Nielsen –  Ron Michels: 9-15 / 15-6 / 15-3
- Morten Frost –  Peter Espersen: 15-9 / 15-4
- Yang Yang –  Nils Skeby: 10-15 / 15-9 / 15-2
- Hermawan Susanto –  Jens Olsson: 18-13 / 15-6
- Poul-Erik Høyer Larsen –  Pontus Jäntti: 15-8 / 15-9
- Darren Hall –  Claus Overbeck: 15-9 / 15-11
- Wu Wenkai –  Jens Meibom: 15-6 / 15-3
- Fung Permadi –  Ib Frederiksen: 6-15 / 15-4 / 15-8
- Morten Frost –  Anders Nielsen: 15-11 / 15-5
- Joko Suprianto –  Steve Butler: w.o.
- Yang Yang –  Hermawan Susanto: 15-10 / 15-13
- Poul-Erik Høyer Larsen –  Darren Hall: 7-15 / 15-10 / 15-9
- Wu Wenkai –  Joko Suprianto: 15-3 / 15-10
- Morten Frost –  Fung Permadi: 15-6 / 15-3
- Poul-Erik Høyer Larsen –  Yang Yang: 15-6 / 11-15 / 15-7
- Morten Frost –  Wu Wenkai: 10-15 / 15-6 / 15-5
- Poul-Erik Høyer Larsen –  Morten Frost: 4-15 / 15-10 / 17-15

### Dameneinzel Qualifikation
- Heidi Dössing –  Gitte Sommer: 11-2 / 12-11
- Marianne Rasmussen –  Maaike de Boer: 8-11 / 11-4 / 1-0
- Marianne Rasmussen –  Gitte Gandborg: 7-11 / 11-7 / 11-3

### Dameneinzel
- Tang Jiuhong –  Karin Ericsson: 11-3 / 11-1
- Yuliani Santosa –  Maiken Mørk: 11-7 / 11-8
- Helen Troke –  Lisbet Stuer-Lauridsen: 8-11 / 11-2 / 11-8
- Erica van den Heuvel –  Helene Kirkegaard: 11-6 / 11-6
- Lilik Sudarwati –  Charlotta Wihlborg: 11-7 / 11-2
- Helle Andersen –  Tanja Berg: 11-4 / 11-6
- Eline Coene –  Heidi Dössing: 11-3 / 11-2
- Camilla Martin –  Katrin Schmidt: 11-2 / 11-7
- Joanne Muggeridge –  Irawati Darmawan: 11-2 / 11-8
- Astrid van der Knaap –  Lotte Thomsen: 9-12 / 11-8 / 11-1
- Kerstin Ubben –  Camilla Wright: 12-10 / 12-9
- Pernille Nedergaard –  Anna Marie Laursen: 11-1 / 11-7
- Julie Bradbury –  Anne-Katrin Seid: 11-5 / 11-2
- Anne Søndergaard –  Trine Johansson: 11-2 / 11-1
- Christina Bostofte –  Marianne Rasmussen: 11-1 / 11-5
- Zhou Lei –  Sonja Mellink: 11-1 / 11-8
- Tang Jiuhong –  Yuliani Santosa: 11-4 / 11-7
- Helen Troke –  Erica van den Heuvel: 12-11 / 12-10
- Lilik Sudarwati –  Helle Andersen: 11-6 / 11-5
- Camilla Martin –  Eline Coene: 12-9 / 11-2
- Joanne Muggeridge –  Astrid van der Knaap: 11-6 / 11-0
- Pernille Nedergaard –  Kerstin Ubben: 11-4 / 11-5
- Julie Bradbury –  Anne Søndergaard: 11-7 / 11-12 / 11-8
- Zhou Lei –  Christina Bostofte: 12-11 / 11-3
- Tang Jiuhong –  Helen Troke: 11-3 / 11-9
- Camilla Martin –  Lilik Sudarwati: 11-3 / 11-12 / 11-5
- Pernille Nedergaard –  Joanne Muggeridge: 7-11 / 11-2 / 11-8
- Zhou Lei –  Julie Bradbury: 11-3 / 11-1
- Tang Jiuhong –  Camilla Martin: 11-7 / 11-1
- Zhou Lei –  Pernille Nedergaard: 3-11 / 12-10 / 11-1
- Tang Jiuhong –  Zhou Lei: 11-3 / 11-4

### Herrendoppel Qualifikation
- Morten Sikjaer /  Anders Smedegard –  Jyri Aalto /  Lasse Lindelöf: 15-4 / 15-2
- Morten Sandal /  Claus Simonsen –  Jakob Dahl /  Jens Due: 15-7 / 15-2
- Øyvind Berntsen /  Trond Wåland –  Mikael Skar /  Martin Vissing Sorensen: 16-17 / 15-7 / 15-5
- Carl Fenton /  Brian Bo Nielsen –  Michael E. Nielsen /  Peter Strup: 15-11 / 2-15 / 15-9
- Niels Kristensen /  John Laursen –  Peter Bush /  Øystein Larsen: 14-18 / 15-9 / 15-2
- Hans Jorgen Jensen /  Jacob Østergaard –  David Stenstrom /  Mats Svensson: 15-5 / 15-9
- Øyvind Berntsen /  Trond Wåland –  Henrik Aastrom /  Claus Olsen: 8-15 / 15-9 / 15-9
- Lars Peter Hermansen /  Chresten Larsen –  Carl Fenton /  Brian Bo Nielsen: 15-7 / 15-7
- Morten Sandal /  Claus Simonsen –  Morten Sikjaer /  Anders Smedegard: 16-18 / 15-5 / 15-7
- Øyvind Berntsen /  Trond Wåland –  Hans Jorgen Jensen /  Jacob Østergaard: 15-10 / 17-14
- Lars Peter Hermansen /  Chresten Larsen –  Niels Kristensen /  John Laursen: 15-13 / 17-14

### Herrendoppel
- Li Yongbo /  Tian Bingyi –  Thomas Madsen /  Johnny Sørensen: 15-4 / 18-13
- Peter Buch /  Jens Meibom –  Michael Keck /  Stephan Kuhl: 15-8 / 7-15 / 18-13
- Mark Christiansen /  Michael Kjeldsen –  Nick Ponting /  Dave Wright: 15-11 / 15-4
- Peter Busch Jensen /  Henrik Hyldgaard –  Øyvind Berntsen /  Trond Wåland: 15-6 / 15-7
- Ong Ewe Chye /  Rahman Sidek –  Peter Christensen /  Ron Michels: 18-15 / 15-7
- Morten Knudsen /  Nils Skeby –  Søren Bach /  Tommy Sørensen: 15-6 / 15-3
- Jon Holst-Christensen /  Thomas Lund –  Erik Lia /  Hans Sperre: 15-3 / 15-2
- Peter Axelsson /  Stellan Österberg –  Morten Sandal /  Claus Simonsen: 11-15 / 15-5 / 15-10
- Jesper Knudsen /  Thomas Stuer-Lauridsen –  Henrik Lunde /  Torben Rasmussen: 9-15 / 15-4 / 15-3
- Anders Nielsen /  Michael Søgaard –  Ricky Subagja /  Bagus Setiadi: 17-15 / 15-6
- Christian Jakobsen /  András Piliszky –  Frederik Linquist /  Flemming Thomsen: 15-12 / 18-15 / 7-15
- Jan Paulsen /  Henrik Svarrer –  Keld S Jensen /  Karsten Schulz: 15-11 / 15-2
- Jonas Herrgårdh /  Rikard Rönnblom –  Kent Wæde Hansen /  Jesper Poulsen: 6-15 / 15-9 / 15-3
- Max Gandrup /  Pär-Gunnar Jönsson –  Chris Bruil /  Jeroen van Dijk: 15-12 / 15-6
- Volker Eiber /  Bernd Schwitzgebel –  Henrik Futtrup /  Henning Kristensen: 15-12 / 12-15 / 15-6
- Cheah Soon Kit /  Soo Beng Kiang –  Lars Peter Hermansen /  Chresten Larsen: 15-1 / 15-4
- Li Yongbo /  Tian Bingyi –  Peter Buch /  Jens Meibom: 15-5 / 10-15 / 15-5
- Mark Christiansen /  Michael Kjeldsen –  Peter Busch Jensen /  Henrik Hyldgaard: 15-6 / 15-1
- Morten Knudsen /  Nils Skeby –  Ong Ewe Chye /  Rahman Sidek: 5-15 / 15-13 / 15-6
- Jon Holst-Christensen /  Thomas Lund –  Peter Axelsson /  Stellan Österberg: 4-15 / 15-7 / 15-11
- Jesper Knudsen /  Thomas Stuer-Lauridsen –  Anders Nielsen /  Michael Søgaard: 13-18 / 15-5 / 15-8
- Jan Paulsen /  Henrik Svarrer –  Christian Jakobsen /  András Piliszky: 15-6 / 15-5
- Max Gandrup /  Pär-Gunnar Jönsson –  Jonas Herrgårdh /  Rikard Rönnblom: 15-8 / 15-11
- Cheah Soon Kit /  Soo Beng Kiang –  Volker Eiber /  Bernd Schwitzgebel: 15-2 / 15-4
- Li Yongbo /  Tian Bingyi –  Mark Christiansen /  Michael Kjeldsen: 15-8 / 12-15 / 15-10
- Jon Holst-Christensen /  Thomas Lund –  Morten Knudsen /  Nils Skeby: 15-2 / 15-4
- Jesper Knudsen /  Thomas Stuer-Lauridsen –  Jan Paulsen /  Henrik Svarrer: 15-4 / 15-6
- Max Gandrup /  Pär-Gunnar Jönsson –  Cheah Soon Kit /  Soo Beng Kiang: 15-12 / 17-18 / 15-5
- Li Yongbo /  Tian Bingyi –  Jon Holst-Christensen /  Thomas Lund: 15-10 / 15-13
- Jesper Knudsen /  Thomas Stuer-Lauridsen –  Max Gandrup /  Pär-Gunnar Jönsson: 15-9 / 15-1
- Li Yongbo /  Tian Bingyi –  Jesper Knudsen /  Thomas Stuer-Lauridsen: 15-8 / 15-6

### Damendoppel Qualifikation
- Joanne Muggeridge /  Helen Troke –  Marianne Friis /  Karin Steffensen: 15-5 / 15-7
- Dorte Kjær /  Lotte Olsen –  Helle Andersen /  Maiken Mørk: 18-15 / 15-6
- Tanja Berg /  Charlotte Madsen –  Gitte Gandrup /  Janni Pedersen: 18-13 / 15-5
- Pernille Dupont /  Grete Mogensen –  Katrin Schmidt /  Kerstin Ubben: 12-15 / 15-9 / 15-9
- Lotte Thomsen /  Anne Mette Bille –  Anna Marie Laursen /  Gitte Søgaard: 15-12 / 15-7
- Sonja Mellink /  Camilla Wright –  Charlotte Bornemann /  Heidi Dössing: 17-16 / 15-9
- Trine Johansson /  Marlene Thomsen –  Rikke Broen /  Anne Søndergaard: 15-5 / 15-8
- Julie Bradbury /  Cheryl Johnson –  Tina Lindhardt /  Marianne Rasmussen: w.o.
- Nettie Nielsen /  Lisbet Stuer-Lauridsen –  Karin Ericsson /  Ann Sandersson: w.o.
- Lai Caiqin /  Yao Fen –  Anne-Katrin Seid /  Christine Skropke: 15-5 / 15-3
- Nettie Nielsen /  Lisbet Stuer-Lauridsen –  Julie Bradbury /  Cheryl Johnson: 15-6 / 15-11
- Eline Coene /  Erica van den Heuvel –  Mette Bjersing /  Gitte Sommer: 15-4 / 15-5
- Dorte Kjær /  Lotte Olsen –  Joanne Muggeridge /  Helen Troke: 15-2 / 15-6
- Pernille Dupont /  Grete Mogensen –  Tanja Berg /  Charlotte Madsen: 15-3 / 18-13
- Maria Bengtsson /  Karin Ericsson –  Lotte Thomsen /  Anne Mette Bille: 15-12 / 18-15
- Trine Johansson /  Marlene Thomsen –  Sonja Mellink /  Camilla Wright: 15-5 / 15-10
- Gillian Clark /  Gillian Gowers –  Helene Kirkegaard /  Camilla Martin: 15-6 / 15-6
- Lai Caiqin /  Yao Fen –  Nettie Nielsen /  Lisbet Stuer-Lauridsen: 14-17 / 18-16 / 15-3
- Dorte Kjær /  Lotte Olsen –  Eline Coene /  Erica van den Heuvel: 16-18 / 18-15 / 15-3
- Pernille Dupont /  Grete Mogensen –  Maria Bengtsson /  Karin Ericsson: 15-1 / 15-6
- Gillian Clark /  Gillian Gowers –  Trine Johansson /  Marlene Thomsen: 15-5 / 15-3
- Dorte Kjær /  Lotte Olsen –  Lai Caiqin /  Yao Fen: 14-17 / 15-11 / 18-14
- Gillian Clark /  Gillian Gowers –  Pernille Dupont /  Grete Mogensen: 15-5 / 15-7
- Dorte Kjær /  Lotte Olsen –  Gillian Clark /  Gillian Gowers: 15-13 / 9-15 / 15-11

### Mixed Qualifikation
- Morten Sandal /  Heidi Dössing –  Torben Rasmussen /  Mette Bjersing: 15-11 / 9-15 / 15-11
- Flemming Thomsen /  Trine Johansson –  Peter Christensen /  Rikke Broen: 15-5 / 15-12
- Morten Sandal /  Heidi Dössing –  Carsten Pedersen /  Marianne Rasmussen: 15-11 / 15-8
- Flemming Thomsen /  Trine Johansson –  Keld S Jensen /  Gitte Søgaard: 15-10 / 8-15 / 15-5
- Morten Sandal /  Heidi Dössing –  Flemming Thomsen /  Trine Johansson: 15-8 / 12-15 / 15-12

### Mixed
- Pär-Gunnar Jönsson /  Maria Bengtsson –  Volker Eiber /  Christine Skropke: 9-15 / 15-4 / 15-11
- Jesper Knudsen /  Nettie Nielsen –  Trond Wåland /  Camilla Wright: 15-11 / 17-14
- Morten Knudsen /  Janni Pedersen –  Nick Ponting /  Cheryl Johnson: 15-12 / 15-8
- Peter Buch /  Charlotte Bornemann –  Claus Overbeck /  Marianne Friis: 15-9 / 15-10
- Peter Busch Jensen /  Lotte Olsen –  Ron Michels /  Sonja Mellink: 17-14 / 15-8
- Ricky Subagja /  Lilik Sudarwati –  Anders Nielsen /  Charlotte Madsen: 15-7 / 5-15 / 15-11
- Michael Keck /  Anne-Katrin Seid –  Rikard Rönnblom /  Karin Ericsson: 18-16 / 15-4
- Michael Kjeldsen /  Dorte Kjær –  Morten Sandal /  Heidi Dössing: 15-9 / 15-10
- Henrik Svarrer /  Marlene Thomsen –  Bernd Schwitzgebel /  Kerstin Ubben: 15-12 / 15-10
- Mark Christiansen /  Lotte Thomsen –  Frederik Linquist /  Karin Steffensen: 15-12 / 15-9
- Jan Paulsen /  Gillian Gowers –  Christian Jakobsen /  Anne Mette Bille: 15-11 / 15-7
- Pär-Gunnar Jönsson /  Maria Bengtsson –  Jesper Knudsen /  Nettie Nielsen: 15-13 / 15-3
- Thomas Lund /  Pernille Dupont –  Morten Knudsen /  Janni Pedersen: 15-3 / 15-5
- Peter Busch Jensen /  Lotte Olsen –  Peter Buch /  Charlotte Bornemann: 15-7 / 15-3
- Ricky Subagja /  Lilik Sudarwati –  Michael Keck /  Anne-Katrin Seid: 15-10 / 15-5
- Max Gandrup /  Gillian Clark –  Michael Kjeldsen /  Dorte Kjær: 15-9 / 15-10
- Henrik Svarrer /  Marlene Thomsen –  Mark Christiansen /  Lotte Thomsen: 15-10 / 17-15
- Jon Holst-Christensen /  Grete Mogensen –  Dave Wright /  Julie Bradbury: 15-4 / 15-8
- Jan Paulsen /  Gillian Gowers –  Pär-Gunnar Jönsson /  Maria Bengtsson: 15-10 / 15-11
- Thomas Lund /  Pernille Dupont –  Peter Busch Jensen /  Lotte Olsen: 15-8 / 15-11
- Max Gandrup /  Gillian Clark –  Ricky Subagja /  Lilik Sudarwati: 15-7 / 15-4
- Henrik Svarrer /  Marlene Thomsen –  Jon Holst-Christensen /  Grete Mogensen: 5-15 / 15-3 / 15-7
- Thomas Lund /  Pernille Dupont –  Jan Paulsen /  Gillian Gowers: 15-0 / 15-8
- Henrik Svarrer /  Marlene Thomsen –  Max Gandrup /  Gillian Clark: 15-14 / 5-15 / 15-4
- Thomas Lund /  Pernille Dupont –  Henrik Svarrer /  Marlene Thomsen: 15-4 / 15-10